# Atopsyche apurimac
Atopsyche apurimac là một loài Trichoptera trong họ Hydrobiosidae. Chúng phân bố ở vùng Tân nhiệt đới.
- Tư liệu liên quan tới Atopsyche apurimac tại Wikimedia Commons